# Cataclysme dissimilata
Cataclysme dissimilata är en fjärilsart som beskrevs av Jules Pièrre Rambur 1833. Cataclysme dissimilata ingår i släktet Cataclysme och familjen mätare. Inga underarter finns listade i Catalogue of Life.